# أبو بكر كامارا (لاعب كرة قدم موريتاني)
أبوباكار كامارا (بالفرنسية: Aboubakar Kamara؛ مواليد 7 مارس 1995) لاعب كرة قدم موريتاني يلعب في مركز رأس الحربة مع نادي سباهان أصفهان الإيراني و‌منتخب موريتانيا.

## روابط خارجية
- أبوباكار كامارا على موقع اتحاد تركيا (لاعب) (الإنجليزية)
- أبوباكار كامارا على موقع قاعدة بيانات كرة القدم.إي يو (الإنجليزية)
- أبوباكار كامارا على موقع ناشيونال فوتبول تيمز (الإنجليزية)
- أبوباكار كامارا على موقع Soccerbase.com (لاعب) (الإنجليزية)
- أبوباكار كامارا على موقع Soccerway.com (الإنجليزية)
- أبوباكار كامارا على موقع عالم كرة القدم.نت (الإنجليزية)
- أبوباكار كامارا على موقع AS.com (الإسبانية)